# Anton Clemens Albrecht Evers

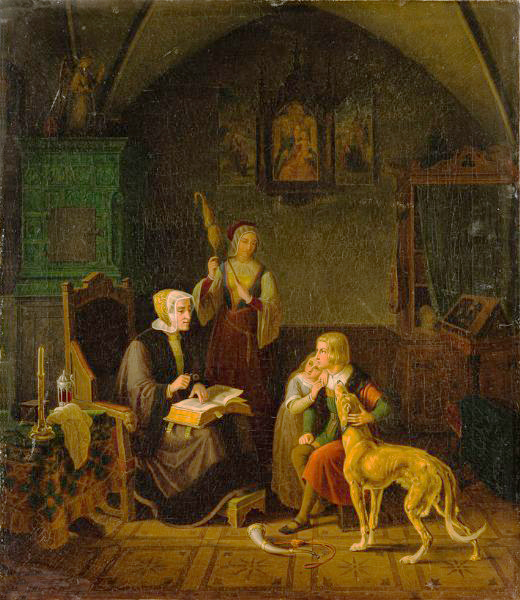
Genreszene

Anton Clemens Albrecht Evers (* 1802 in Moritzberg bei Hildesheim; † 1. Februar 1848 in Hannover) war ein deutscher Porträt- und Genrenmaler.
Nach der ersten Lehre bei dem Kunstmaler Schmidt in Hildesheim besuchte er das Gymnasium. Früh verwaist, arbeitete er von 1823 bis 1826 als Schreiber in Peine. Dank der Hilfe von Freunden lernte er Porträtmalerei bei Gustav Heinrich Naecke in Dresden. Er war einige Jahre in Hildesheim als Porträtist tätig, danach begann er ab dem 7. November 1831 das Studium an der Königlichen Akademie der Künste in München.
Nach dem Studium malte er meist Genrebilder. Nach dem Aufenthalt in München ging Evers nach Hannover zurück.